# Dichochrysa subflavifrons
Dichochrysa subflavifrons är en insektsart som först beskrevs av Bo Tjeder 1949.  Dichochrysa subflavifrons ingår i släktet Dichochrysa och familjen guldögonsländor. Inga underarter finns listade i Catalogue of Life.